# Krzyczki-Pieniążki
Krzyczki-Pieniążki (prononciation : [ˈkʂɨt͡ʂki pjɛˈɲɔ̃ʂki]) est un village polonais de la gmina de Nasielsk dans le powiat de Nowy Dwór Mazowiecki de la voïvodie de Mazovie dans le centre-est de la Pologne.
Le village compte approximativement une population de 180 habitants en 2006.

## Histoire
De 1975 à 1998, le village appartenait administrativement à la voïvodie de Ciechanów.